# Pierre Boya
Pierre Boya (ur. 16 stycznia 1984 w Duali) – kameruński piłkarz występujący na pozycji napastnika.

## Kariera klubowa
Boya zawodową karierę rozpoczynał w 2001 roku w Unionie Duala. Później grał w libańskich zespołach Salam Zagharta oraz Olympic Beirut. W 2003 roku przeszedł do Partizana, grającego w pierwszej lidze Serbii i Czarnogóry. W 2004 roku wywalczył z klubem wicemistrzostwo, a w 2005 roku mistrzostwo tego kraju. Od 2006 roku startował z Partizanem w rozgrywkach pierwszej ligi serbskiej. Graczem Partizana Boya był do 2007 roku.
Następnie odszedł do rumuńskiego Rapidu Bukareszt, a po 1,5 roku przeniósł się do francuskiego Grenoble Foot 38. W Ligue 1 zadebiutował 7 lutego 2009 w zremisowanym 0:0 meczu z Valenciennes FC, a 25 kwietnia 2009 w wygranym 1:0 spotkaniu z Le Havre AC strzelił swojego pierwszego gola w Ligue 1.
W 2010 roku Boya wrócił do Partizana, z którym w sezonie 2010/2011 zdobył mistrzostwo oraz Puchar Serbii. W kolejnych latach występował w drużynach Austria Lustenau, Randers FC, Penang FA, FK Kukësi, Mohun Bagan AC, Persija Dżakarta, AS Pagny sur Moselle oraz AS Saint-Amand-Montrond.
| Sezon   | Klub             | Kraj                | Rozgrywki         | Mecze | Bramki |
| ------- | ---------------- | ------------------- | ----------------- | ----- | ------ |
| 2001    | Union Duala      | Kamerun             | Première Division | ?     | ?      |
| 2002    | Union Duala      | Kamerun             | Première Division | ?     | ?      |
| 2002/03 | Salam Zagharta   | Liban               | Premier League    | 27    | 15     |
| 2003/04 | Olympic Bejrut   | Liban               | Premier League    | ?     | ?      |
| 2003/04 | FK Partizan      | Serbia i Czarnogóra | Prva liga         | 14    | 3      |
| 2004/05 | FK Partizan      | Serbia i Czarnogóra | Prva liga         | 21    | 3      |
| 2005/06 | FK Partizan      | Serbia i Czarnogóra | Prva liga         | 27    | 3      |
| 2006/07 | FK Partizan      | Serbia              | Superliga         | 2     | 0      |
| 2007/08 | Rapid Bukareszt  | Rumunia             | Divizia A         | 21    | 7      |
| 2008/09 | Rapid Bukareszt  | Rumunia             | Divizia A         | 11    | 1      |
| 2008/09 | Grenoble Foot 38 | Francja             | Ligue 1           | 15    | 1      |
| 2009/10 | Grenoble Foot 38 | Francja             | Ligue 1           | 17    | 0      |
| 2010/11 | FK Partizan      | Serbia              | Superliga         | 7     | 3      |
| 2011/12 | Austria Lustenau | Austria             | Erste Liga        | 13    | 11     |
| 2012/13 | Austria Lustenau | Austria             | Erste Liga        | 1     | 0      |
| 2012/13 | Randers FC       | Dania               | Superligaen       | 15    | 2      |

## Kariera reprezentacyjna
W latach 2005–2007 w reprezentacji Kamerunu Boya rozegrał 4 spotkania i zdobył 1 bramkę. W 2006 roku został powołany do kadry na Puchar Narodów Afryki. Zagrał na nim w meczach z Angolą (3:1) oraz Demokratyczną Republiką Konga (2:0), a Kamerun osiągnął ćwierćfinał turnieju.